# Cha Jong-hyok
Cha Jong-hyok (en chosŏn'gŭl, 차정혁; Pyongyang, Corea del Norte, 25 de septiembre de 1985) es un exfutbolista profesional norcoreano, que jugaba como defensa y su último equipo fue el FC Wil de la Challenge League de Suiza.

## Selección nacional
Ha sido internacional con la Selección de fútbol de Corea del Norte en 45 partidos internacionales sin goles.

### Participaciones en Copas del Mundo
| Mundial                        | Sede      | Resultado    | Partidos | Goles |
| ------------------------------ | --------- | ------------ | -------- | ----- |
| Copa Mundial de Fútbol de 2010 | Sudáfrica | Primera fase | 3        | 0     |

## Clubes
| Club      | País            | Año         |
| --------- | --------------- | ----------- |
| Amrokgang | Corea del Norte | 2005 - 2010 |
| FC Wil    | Suiza           | 2010-2015   |